# Thiago de Los Reyes
Thiago de Los Reyes Peixoto (Rio de Janeiro, 11 de novembro de 1989) é um ator e produtor brasileiro, ganhou notoridade na novela Chamas da Vida, da Record, interpretando Guga, filho da grande vilã Vilma.

## Carreira

### Televisão
| TV   | TV                          | TV                                       | TV                            |
| Ano  | Título                      | Papel                                    | Notas                         |
| ---- | --------------------------- | ---------------------------------------- | ----------------------------- |
| 1998 | Torre de Babel              | Part. Especial no casamento da Sandrinha |                               |
| 2000 | Esplendor                   | Guilherme Berger (Gui)                   |                               |
| 2001 | Estrela-Guia                | João Lima                                |                               |
| 2001 | Malhação                    | Marquinhos                               | Participação especial         |
| 2005 | Malhação                    | Jonas                                    | Participação especial         |
| 2005 | Clara e o Chuveiro do Tempo | Túlio                                    |                               |
| 2006 | Síto do Picapau Amarelo     | Príncipe Theo                            |                               |
| 2007 | Eterna Magia                | Bruno Finnegan                           |                               |
| 2008 | Chamas da Vida              | Gustavo Oliveira Santos (Guga)           |                               |
| 2011 | Insensato Coração           | Joaquim Marcondes de Almeida (Quim)      | [ 1 ]                         |
| 2011 | Malhação Conectados         | Tomás Pelpatto                           |                               |
| 2014 | Além do Horizonte           | Vinícius                                 | Participação especial         |
| 2014 | Geração Brasil              | Zac Vírus                                |                               |
| 2019 | Tô de Graça                 | Juliano                                  | Episódio: "Cabelo, Cabeleira" |

### Teatro
- O Despertar da primavera, 2004. Direção de Cacá Mourthé.Teatro O Tablado.
- No Círculo das Luzes,[3] direção de Ulysses Cruz, Texto de Doc Comparato. Teatro Maison de France.
- Harry Potter: O Aprendiz de Feiticeiro - Harry Potter.[4]
- Louca Metragem, 2005.Direção de Amanda Miranda.Teatro dos Grandes Atores.

### Cinema
- Os Garotos Rodrigues, 2005. Direção de José Luis, Rio de Janeiro.
- Os Obsessores, 2007. Direção Denise Sganzerla, Rio de Janeiro.
- 3 nós em 1 só, 2008. Direção Tatiana Müller, Rio de Janeiro.
- As nove musas da memória, 2008. Direção Edson Erdmann, Assistente de direção Thiago de Los Reyes, Rio de janeiro.
- Sem dizer adeus, 2008.Direção Thiago de Los Reyes.Rio de Janeiro.
- Universos Paralelos, 2009.Direcao Edson Erdmann, Assistente de direcao Thiago de los Reyes.
- Mesa 48, 2009.Direcao Edson Erdmann, Assistente de direcao Thiago de los Reyes.